# Makemo (Gemeinde)
Makemo ist eine Gemeinde im Tuamotu-Archipel in Französisch-Polynesien.
Die Gemeinde besteht aus 11 Atollen. Sie ist in 4 „Communes associées“ (Teilgemeinden) untergliedert. Der Hauptort der Gemeinde ist Makemo. Der Code INSEE der Gemeinde ist 98726.
| Atoll oder Insel | Hauptort  | Commune associée (Teilgemeinde) | Einwohner 2002 | Landfläche (km²) | Lagune (km²) | Post- leitzahl | Koordinaten           |
| ---------------- | --------- | ------------------------------- | -------------- | ---------------- | ------------ | -------------- | --------------------- |
| Makemo           | Pouheua   | Makemo                          | 745            | 56               | 854          | 98769          | 16° 36′ S, 143° 42′ W |
| Katiu            | Hitianau  | Katiu                           | 375            | 27               | 208          | 98790          | 16° 26′ S, 144° 22′ W |
| Raroia           | Garumaoa  | Raroia                          | 126            | 19,5             | 385          | 98790          | 16° 05′ S, 142° 25′ W |
| Taenga           | Henuparea | Taenga                          | 100            | 20               | 140          | 98790          | 16° 21′ S, 143° 08′ W |
| Marutea Nord     | –         | Makemo                          | 0              | 2,7              | 458          |                | 17° 02′ S, 143° 10′ W |
| Haraiki          | –         | Makemo                          | 0              | 4                | 10           |                | 17° 28′ S, 143° 27′ W |
| Tuanake          | –         | Katiu                           | 0              | 6                | 26           |                | 16° 39′ S, 144° 13′ W |
| Hiti             | –         | Katiu                           | 0              | 3                | 15           |                | 16° 44′ S, 144° 06′ W |
| Tepoto Sud       | –         | Katiu                           | 0              | 0,6              | 2,5          |                | 16° 49′ S, 144° 17′ W |
| Takume           | Ohomo     | Raroia                          | 93             | 5                | 43,5         | 98787          | 15° 48′ S, 142° 12′ W |
| Nihiru           | Ototake   | Taenga                          | 15             | 20               | 79           | 98790          | 16° 42′ S, 142° 50′ W |
| Gemeinde Makemo  | Pouheua   |                                 | 1454           | 164              | 2221         |                |                       |

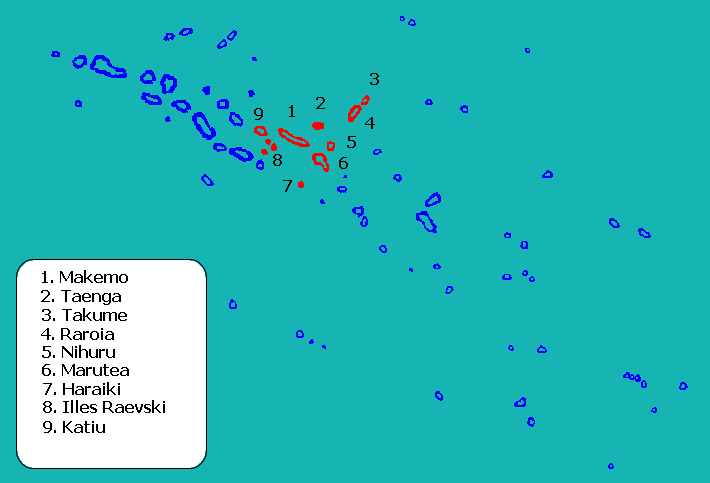
Position der Gemeinde Makemo

Die Gruppe der drei Atolle Tuanake, Hiti und Tepoto Sud wird auch „Raevski-Inseln“ (oder „Raevski-Atolle“) genannt.